# La conjura de El Escorial
La conjura de El Escorial és una pel·lícula espanyola dirigida per Antonio del Real.

## Argument
La nit del 31 de març de 1578 (dilluns de Pasqua) uns sicaris assassinen a sang freda a Juan de Escobedo. A partir d'aquí es desenvolupen una sèrie d'investigacions que van encaminades a gent molt propera de la Cort de Felip II situada al monestir d'El Escorial.

## Repartiment
- Jason Isaacs: Antonio Pérez del Hierro
- Julia Ormond: Ana de Mendoza, Princesa d'Éboli
- Jürgen Prochnow: Capità Juan de Escobedo
- Blanca Jara: Damiana
- Jordi Mollà: Mateo Vázquez de Leca
- Joaquim de Almeida: Juan de Escobedo
- Juanjo Puigcorbé: Rei Felip II
- Rosana Pastor: Doña Juana de Coello

## Comentaris

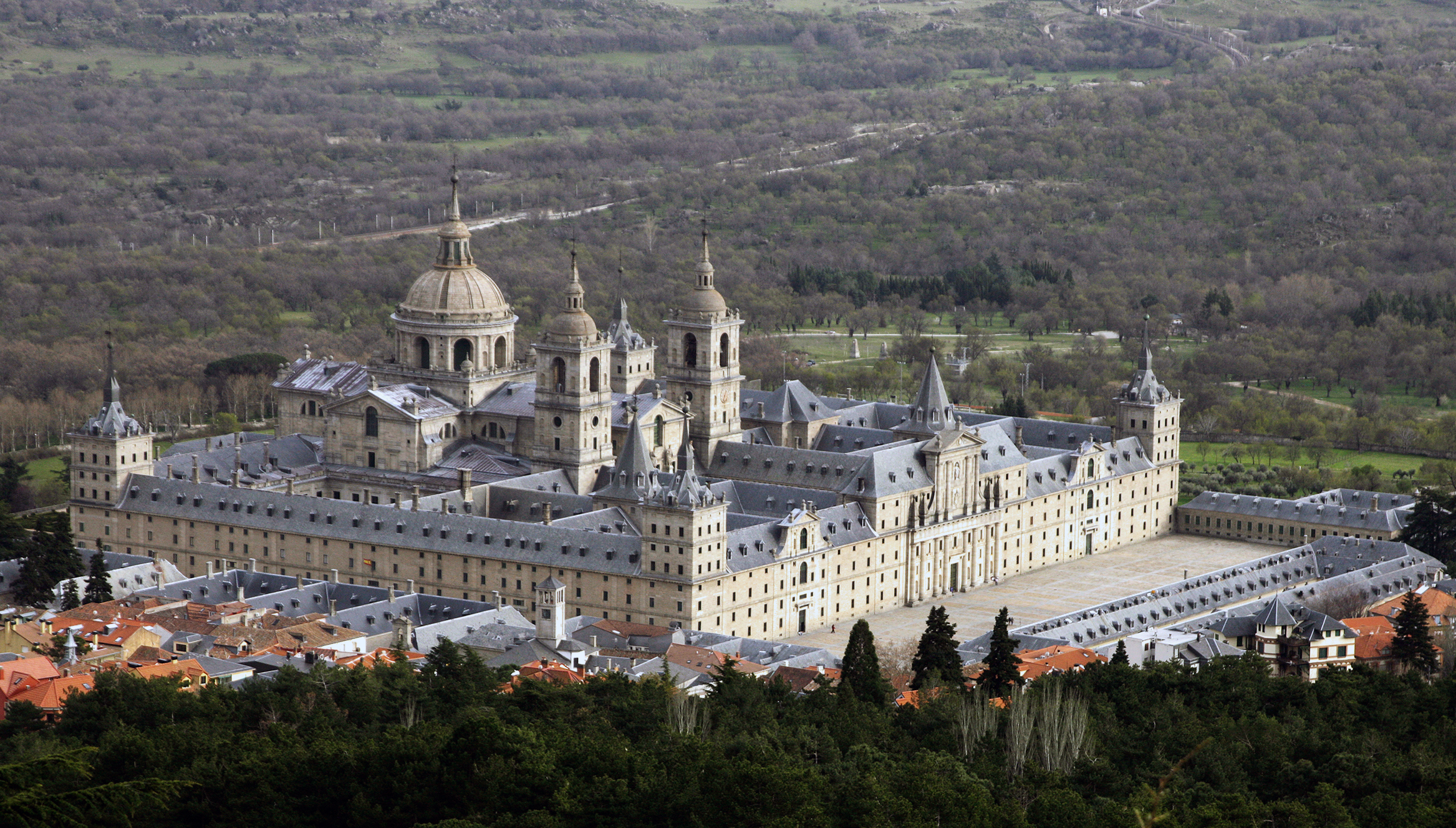
El monestir d'El Escorial.

La pel·lícula va ser rodada a l'Algarve portuguès, Baeza, Úbeda, Jaén, Toledo, Ciudad Real, Talamanca de Jarama, a Madrid i El Escorial.
Per garantir la seva distribució internacional, es va rodar en anglès i amb diverses figures del cinema europeu, com Julia Ormond encarnant la Princesa d'Éboli. La mateixa actriu, en presentar la pel·lícula a Espanya, va lamentar que el cinema de tema històric era subestimat pel seu poc ganxo comercial i que per garantir taquilla, s'ha de recórrer «a estrelles com jo».
El repartiment va incloure a Jason Isaacs, conegut per la seva participació en la saga de pel·lícules de Harry Potter, i al veterà actor italià Fabio Testi. El paper de Felip II va recaure en Juanjo Puigcorbé.

## Premis i nominacions

### Nominacions
- 2009. Goya a la millor actriu secundària per Rosana Pastor
- 2009. Goya a la millor fotografia per Carlos Suárez
- 2009. Goya al millor disseny de vestuari per Javier Artiñano
- 2009. Goya al millor maquillatge i perruqueria per José Quetglás i Nieves Sánchez
- 2009. Goya a la millor direcció artística per Luis Vallés